# Елизавета Бам
«Елизавета Бам» — пьеса Даниила Хармса, написанная в декабре 1927 года и исполненная в рамках поэтического вечера «Три левых часа» 24 января 1928 года.

## История создания и подготовка к постановке
В октябре 1927 года директор Дома печати Николай Баскаков позвонил Хармсу и предложил ему и его друзьям выступать в здании возглавляемой им организации. Было решено организовать литературно-театральный вечер. Хармс отвечал за вторую часть вечера, театральную. В разработке первоначального плана пьесы участвовали обэриуты Бахтерев и Левин. Жанр пьесы определили как «кровавая драма», изначальное название — «Случай убийства», затем «Случай с убийством». 20 декабря Хармс приступил к написанию пьесы и через 3 дня (23 декабря) закончил. 24 декабря, во время заседания ОБЭРИУ, которое проходило в квартире, где жил Хармс, состоялось чтение пьесы. На роли были назначены, в основном, непрофессиональные актёры. Пьеса была распечатана в десяти экземплярах. 28 и 30 декабря, а также 2 января 1928 года происходила читка. С 4 по 11 января проходили репетиции, а с 13 по 23 января — «прогоны».

## Сюжет
К некой Елизавете Бам являются два человека (Пётр Николаевич и Иван Иванович) с целью арестовать её за убийство Петра Николаевича. Она отрицает все обвинения. Её отец убивает Петра Николаевича во время рыцарского поединка («Сражение двух богатырей»). Мать Елизаветы Бам сходит с ума и обвиняет её в убийстве своего сына. Пётр Николаевич и Иван Иванович арестовывают и уводят Елизавету Бам.

## Персонажи

### Елизавета Бам
В сюжете пьесы реализован принцип нестабильности персонажа. В начале Елизавета изображается взрослой женщиной. Затем она превращается в девочку; одновременно с этим оказывается, что у неё есть муж, возвращения которого она ждёт.
Имя заглавной героини связывают с именем русской художницы конца XIX — начала XX века Елизаветы Меркурьевны Бём. Также проводятся параллели между Елизаветой Бам (которую в пьесе называют по отчеству Таракановной) и княжной Таракановой, которая называла себя Елизаветой.

### Пётр Николаевич и Иван Иванович
Тема арестов — один из лейтмотивов в творчестве Хармса. Но в этом произведении представители «органов» Пётр Николаевич Крупернак (фамилия — вероятная аллюзия на Бориса Пастернака) и Иван Иванович выглядят шутами.
Валерий Шубинский сравнивает Петра Николаевича с мёртвым женихом из баллады Готфрида Бюргера «Ленора».

### Таракан
Таракан неоднократно упоминался в творчестве ОБЭРИУ и стал своеобразной эмблемой группы. Тема таракана проходит насквозь через всю пьесу. Когда Елизавета Бам спрашивает, в чём её обвиняют, Пётр Николаевич отвечает, что когда он был ещё совсем молодым человеком, он жил в маленьком домике вместе с мышами и тараканами. Ночью к нему пришла Елизавета Бам и убила его. Позже оказывается, что таракан из домика на горе это палач с топором, который должен исполнить приговор. В отрицательной рецензии на вечер (см. ниже) ставшая впоследствии знаменитой цитата из пьесы «Покупая птицу, смотри, нет ли у неё зубов. Если есть зубы, то это не птица» была обыграна «…Если есть зубы, то это не птица. — А таракан, — добавил зритель».

## Исполнение
Пьеса была исполнена 24 января 1928 года в Доме печати, который располагался в Шуваловском дворце (наб. р. Фонтанки, д. 21) в рамках поэтического вечера «Три левых часа». Неизвестно, насколько поставленная пьеса соответствовала дошедшему до нас тексту.
По свидетельству участника ОБЭРИУ Игоря Бахтерева, во время представления за кулисы ворвался театральный критик Моисей Падво и потребовал прекратить спектакль под угрозой звонка в НКВД. Его не послушали, он действительно позвонил, но это ни к чему не привело.

## Критика
25 января 1928 года в «Красной газете» вышла статья Лидии Лесной, посвящённая вечеру, в которой он был описан крайне негативно. В частности, пьеса была охарактеризована как откровенный до цинизма сумбур.
Литературоведы сравнивают «Елизавету Бам» с такими пьесами, как «Лысая певица» Эжена Ионеско и «В ожидании Годо» Сэмюэля Беккета, а также с романами Франца Кафки «Процесс» и Владимира Набокова «Приглашение на казнь».

### Анализ
Часто пьесу анализируют как сон некой женщины, необоснованно обвинённой в убийстве: всё действие оказывается немного искажённым, две тёмные личности - Пётр Николаевич и Иван Иванович - выступают одновременно и как обвинители, и как друзья семьи Бам. «Девочка старается отшутиться, убежать, отговориться, развеселить преследователей. Порой это удаётся... Преследователи принимают приглашение Елизаветы к игре. Обвиняемая-жертва и обвинители увлечённо играют в какое-то подобие испорченного телефона и кошек-мышек. Но забава забавой, а цель у преследователей не меняется. Пьеса заканчивается тем, что они уводят Бам»
В пьесе обнаруживается пример "кругового", циклического произведения: в начале голоса из-за двери предъявляют Елизавете обвинение в убийстве, которое она явно не совершала. В середине пьесы одного из обвинителей убивает её отец. Выясняется, что именно в его смерти обвиняют Елизавету вновь ломящиеся в её дверь голоса, и всё действие должно начаться заново.